# Popricani
Popricani là một xã thuộc hạt Iași, România. Dân số thời điểm năm 2002 là 6745 người.